# La Torre del Pi
La Torre del Pi és una obra de Santa Margarida de Montbui (Anoia) inclosa a l'Inventari del Patrimoni Arquitectònic de Catalunya.

## Descripció
Fort o torre defensiva de planta poligonal, actualment en ruïnes. Havia estat coronada de troneres i equipada amb artilleria. Fou construïda l'any 1838 en el decurs de la primera guerra carlina, en què foren fortificats els voltants d'Igualada. Els murs són de maçoneria, pedra amb morter i també maons. La seva construcció costà 56.213 rals de billó i amb posterioritat fou utilitzada com a torre telegràfica fins al 1862; després entraria en un procés de degradació constant i avui poques restes en podem apreciar.